# Le Maître chinois
 (avril 2020).
Si vous disposez d'ouvrages ou d'articles de référence ou si vous connaissez des sites web de qualité traitant du thème abordé ici, merci de compléter l'article en donnant les références utiles à sa vérifiabilité et en les liant à la section « Notes et références ».
Série Drunken Master
Combats de maître
(1994)
Pour plus de détails, voir Fiche technique et Distribution.
Le Maître chinois (醉拳 - Zuì quán, en chinois traditionnel, ou Jui kuen, en cantonais) est un film hongkongais réalisé par Yuen Woo-ping, sorti en 1978. Il est également connu sous son titre anglophone Drunken Master.
Jackie Chan y incarne Wong Fei-hung, un pratiquant d'arts martiaux chinois (notamment le hung-gar) et de médecine traditionnelle chinoise, acupuncteur et révolutionnaire ayant vécu entre 1847 et 1924. Une suite, Combats de maître, sort en 1994. Un troisième volet, Drunken Master 3, sort la même année mais sans Jackie Chan (Andy Lau y tient le rôle principal de Yeung Kwan).

## Synopsis
En Chine, durant la dynastie Qing. Wong Fei-hung, est un jeune homme espiègle et plein de malice qui ne cesse de s'attirer des ennuis. Son père est Wong Kei-ying, le maitre de l'école de kung-fu où s'entraine Fei-hung. Fei-hung parie avec des amis qu'une jeune femme le prendra dans ses bras. Pour gagner son pari, il place un serpent aux pied de la femme, qui lorsqu'elle l'aperçoit saute dans les bras de Fei-hung. Mais la mère de la femme n'est pas dupe, et corrige Fei-hung en le combattant. Plus tard, sur le marché, Fei-hung défend un vendeur qui se fait voler un objet en jade, et corrige le voleur.
La tante et la cousine de Fei-hung viennent rendre visite à Kei-ying pour la première fois en dix ans. Lorsqu'il rentre chez lui, il les trouve tous les trois en train de discuter, et reconnait la femme et la fille qu'il a rencontré précédemment. La tante met le père au courant de l'aventure, alors le père se met à frapper son fils. Sur ce, le père du jeune homme que Fei-hung a estropié sur le marché arrive pour réclamer un dédommagement, Kei-ying enrage alors d'avoir un fils aussi turbulent. Il décide alors de l'envoyer auprès de son oncle Xi Soo-hua pour lui apprendre la discipline. Un ami de Fei-hung le décrit comme un monstre, torturant cruellement ses élèves, et le jeune homme décide de fuguer. Mais il croise néanmoins Soo sur sa route. Il commence alors l'entrainement avec Soo, mais finit par s'enfuir.
Alors qu'il fait sécher son pantalon sur un feu de camp, le tueur à gages Jambe d'éclair arrive et le somme de partir. Refusant, un combat s'engage. Fei-hung est battu et humilié. Il retourne alors chez Soo pour reprendre l'entraînement. Il apprend alors la technique de l'homme ivre : le zui quan.
Un an passe, et lorsque Fei-hung retourne chez son père, il le trouve en train de se battre contre Jambe d'éclair. Le père s'oppose à l'achat de Bull Hill par un homme d'affaires qui souhaite exploiter un filon de charbon. Le tueur a donc été engagé. Alors que son père est en train de se faire battre, Fei-hung prend la suite du combat, et vainc Jambe l'éclair.

## Fiche technique
Sauf indication contraire, les informations mentionnées dans cette section peuvent être confirmées par la base de données cinématographiques IMDb,  présente dans la section « Liens externes ».
- Titre français : Le Maître chinois
- Titre original : Jui kuen  (醉拳 - Zuì quán, en chinois traditionnel)
- Titre anglophone international : Drunken Master
- Réalisation : Yuen Woo-ping
- Scénario : Lung Hsiao et Yuen Woo-ping
- Photographie : Chang Hui
- Musique : Chow Fu-liang
- Montage : Pan Hsiung
- Production : Ng See-yuen
- Studio de production : Seasonal Film Corporation
- Pays d'origine : Hong Kong
- Langue originale : cantonais
- Genre : comédie d'arts martiaux
- Durée : 111 minutes
- Dates de sortie :
  - Hong Kong : 5 octobre 1978
  - France : 1985 (sortie en VHS)

## Distribution
Légende : 1er doublage tardif : 1985 / 2e doublage : 2003.
- Jackie Chan (VF : Jacques Bernard / William Coryn) : Wong Fei-hung
- Yuen Siu-tien (VF : Raymond Baillet / Philippe Peythieu) : le mendiant Soo
- Hwang Jang-lee (VF : Jean-Pierre Denys / David Krüger) : Jambe de foudre, le tueur
- Hsia Hsu : le Roi du bambou
- Linda Lin (VF : Véronique Augereau) : la tante de Wong Fei-hung
- Loong Chen-tien : Bully
- Dean Shek (VF : Laurent Morteau) : le professeur Kai-hsien
- Yuen Shun-yee (VF : Laurent Hilling) : Chen Kuo-wei
- Ha Huang (VF : Laurent Hilling) : Maître Chao
- Han-Chen Wang (VF : Laurent Hilling) : le propriétaire du restaurant

 Source et légende : version française (VF) sur RS Doublage

## Production
Yuen Siu-tien, qui joue le rôle de l'ivrogne, maître des arts martiaux, est le père de Yuen Woo-ping.